# Rino Rappuoli

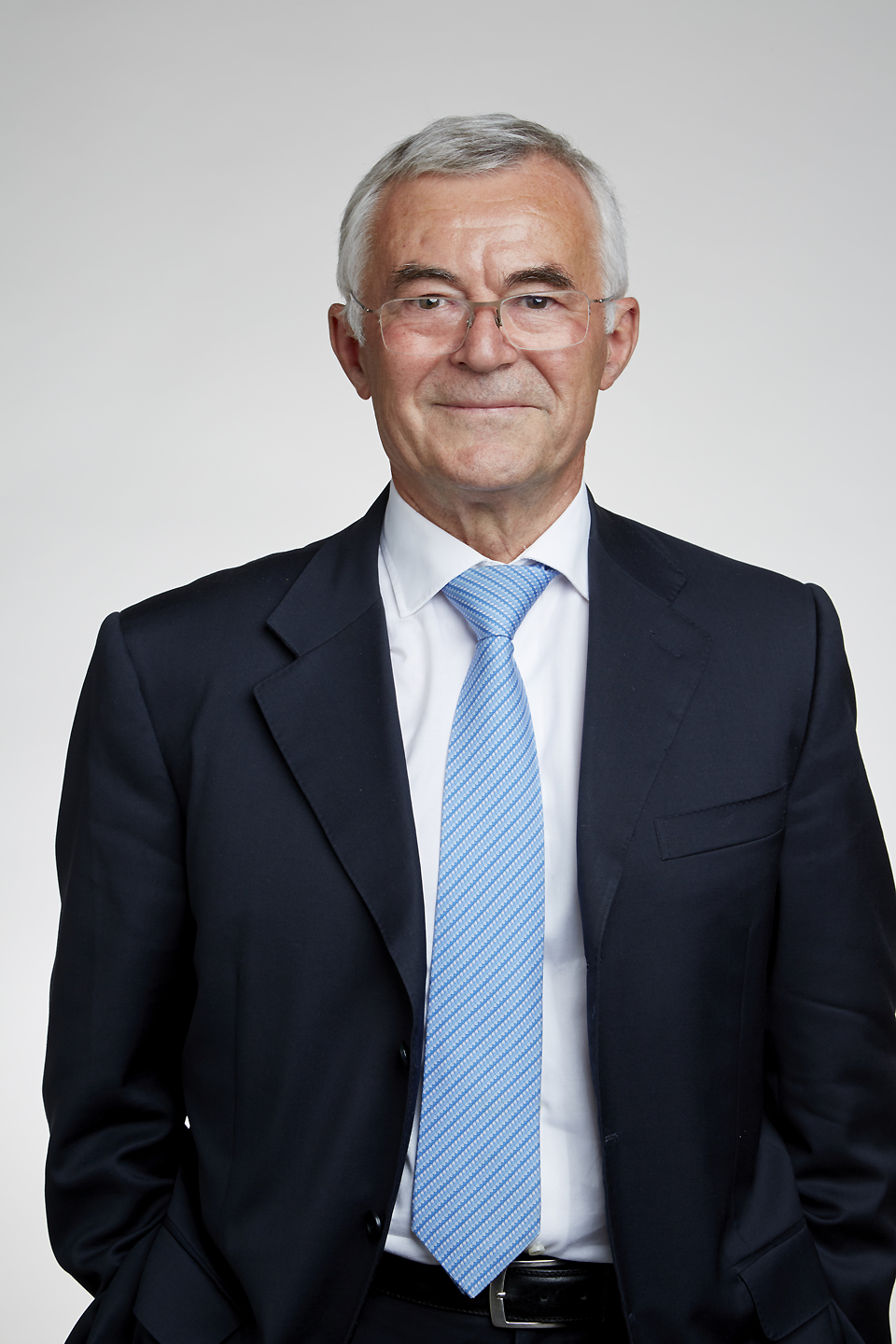
Rino Rappuoli

Rino Rappuoli (* 4. August 1952 in Radicofani bei Siena) ist ein italienischer Mediziner, der für Impfstoffentwicklungen bekannt ist. Er ist globaler Leiter der Impfstoffforschung bei GSK Vaccines and Diagnostics in Siena.

## Leben
Rappuoli wuchs in Siena auf und studierte an der Universität Siena und der Washington University Biologie. Nach dem Diplomstudium in Siena ging er 1978 an das italienische Impfstoffforschungszentrum Sclavo in Siena. 1979 war er mehrere Monate an der Rockefeller University im Labor von Emil Gotschlich, einem Pionier in der Entwicklung von Meningokokken-Impfstoffen, und 1980 ein Jahr an der Harvard Medical School bei John Murphy und Alwin Pappenheimer, die an neuen Diphtherieimpfstoffen forschten (CRM 197). Der Impfstoff basierte auf einer gezielten Mutation des Toxin codierenden Gens des Diphtherie-Bakteriums (Pappenheimer 1972). 1981 kehrte Rappuoli ans Sclavo Forschungszentrum zurück und wurde dort Leiter eines eigenen Labors. Dort entwickelte er den CRM 197 Impfstoff zur Massenproduktionsreife. Er wurde allerdings nicht als Diphtherie-Impfstoff eingesetzt, da man lieber bei der bewährten, seit 1924 verwendeten alten Impfmethode blieb. CRM 197 fand allerdings Verwendung in verbesserten Impfstoffen gegen Grippe, Pneumokokken und Meningokokken, wo es als Trägerprotein für das eigentliche Impfstoff-Antigen (einem Polysaccharid) dient.
Mit derselben Methode der gezielten Mutation des Toxin-Gens wie Pappenheimer beim Diphtherietoxin entwickelte er in den 1980er-Jahren einen Impfstoff gegen Keuchhusten. Der Impfstoff war ein Beispiel der neuen Generation azellulärer Vakzine (die keine Zellbestandteile enthielten). Mitte der 1990er-Jahre setzte sich der Impfstoff in den USA und Europa durch, nachdem sich herausstellte, dass er genauso wirksam wie traditionelle Impfstoffe war und den Vorteil hatte, um einen Faktor 10 weniger Moleküle zu benötigen. Aufgrund des Erfolgs des Impfstoffs wurde das Sclavo Forschungszentrum damals von der kalifornischen Biotechnologiefirma Chiron übernommen (die später zu Novartis kam). In den 1990er-Jahren entwickelte Rappuoli mit Kollegen auf Basis des CRM 197 Trägerproteins konjugierte Impfstoffe gegen Meningokokken (vom Subtyp A und C). Impfungen mit dem Vakzin gegen Meningokokken vom Typ C begannen in Großbritannien 1999 und führten dazu, dass die Infektion bis 2001 praktisch ausgerottet wurde.
Ebenfalls seit den 1990er-Jahren befasst er sich in Siena intensiv  mit Helicobacter pylori, dem Verursacher von Magengeschwüren, was allerdings nicht zur Entwicklung eines Impfstoffs führte, sondern der Grundlagenforschung, da Helicobacter das neuartige Beispiel einer Bakterie liefert, die mit Hilfe eines in die Wirtszellen injizierten Toxins Krebs verursacht.
Rappuoli gilt auch als einer der Begründer der reversen Impfstoffentwicklung, basierend auf Sequenzierungen des Genoms des Erregers. Zuerst wandte er diese Methode auf der Suche nach einem Impfstoff gegen Meningokokken vom Subtyp B an. Er überzeugte 1997 Craig Venter, der bereits mit seiner Firma TIGR das Genom des Grippevirus sequenziert hatte, die Sequenzierung von Neisseria meningitidis vom Typ B anzugehen, was bis 2000 gelang und statt gut einem Dutzend über 90 potentielle Oberflächenproteine als Ansatzpunkte für Impfstoffe lieferte. Rappuoli arbeitete darauf gestützt in den 2000er-Jahren an der Entwicklung eines Impfstoffs gegen Meningokokken Typ B.
Seit Ende der 1990er-Jahre entwickelte er auch Impfstoffe gegen Vogelgrippe, wobei sich die Vorteile des Adjuvans MF 59 zeigten.
1991 erhielt Rappuoli den Paul-Ehrlich-und-Ludwig-Darmstaedter-Preis. 2005 wurde er auswärtiges Mitglied der National Academy of Sciences, 2016 der Royal Society und 2017 der American Academy of Arts and Sciences. 2019 wurde er zum Mitglied der Academia Europaea gewählt. 2009 wurde er mit dem Antonio-Feltrinelli-Preis ausgezeichnet, für 2017 wurde ihm ein Canada Gairdner International Award zugesprochen. Für 2019 erhält er den Robert-Koch-Preis. 2023 erhielt er gemeinsam mit Mariagrazia Pizza den Park MahnHoon Award des International Vaccine Instituts und 2025 den Maxwell Finland Award.

## Schriften
- mit Giuseppe Del Giudice (Herausgeber) Influenza vaccines of the future, 2. Auflage, Springer 2011
- mit Cesare Montecucco (Herausgeber) Guidebook to protein toxins and their use in cell biology, Oxford University Press 1997
- mit Fabio Bagnoli (Herausgeber) Vaccine design – innovative approaches and novel strategies, Caister Academic Press 2011
- mit Vincenzo Scarlato, Beatrice Arico (Herausgeber) Signal transduction and bacterial virulence, Springer 1995